# George Curzon (acteur)
Pour les articles homonymes, voir Curzon (homonymie) et George Curzon.

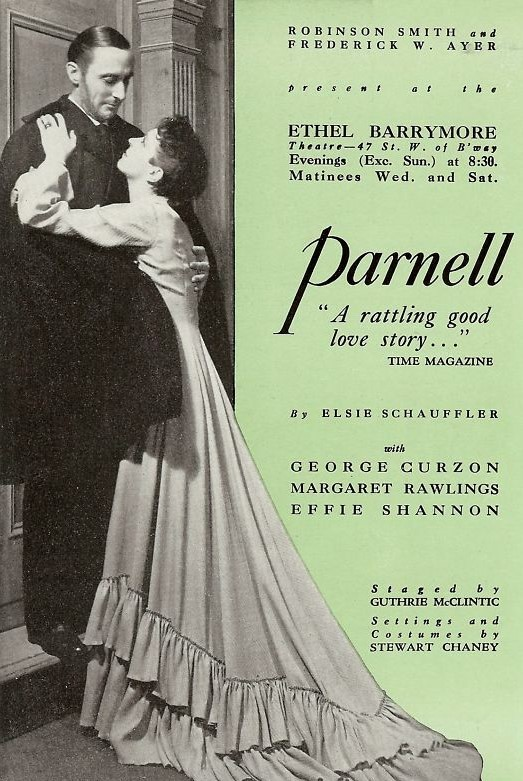
À Broadway en 1935-1936, dans Parnell (rôle-titre),
avec Margaret Rawlings

Chambré George William Penn Curzon, né le 18 octobre 1898 à Amersham (Buckinghamshire, Angleterre) et mort le 10 mai 1976 à Londres (Angleterre), est un acteur anglais.

## Biographie
Par ailleurs officier de la Royal Navy, George Curzon est enrôlé à ce titre durant les Première et Seconde Guerres mondiales et achève cette carrière avec le grade de Commander. Il est le père de l'homme politique Frederick Curzon (né en 1951).
Comme acteur, il débute au théâtre et joue notamment à Londres dès les années 1920. En 1931, il personnifie le capitaine Crochet (et M. Darling) dans Peter Pan de J. M. Barrie, double-rôle qu'il reprend en 1948 et enfin en 1951 (cette troisième fois, avec Joan Greenwood dans le rôle-titre). Parmi ses autres pièces notables à Londres, citons Henri IV, 1re partie de William Shakespeare (1945, avec Ralph Richardson et Sybil Thorndike).
Il joue également à Broadway (New York) dans cinq pièces, la première en 1935-1936 étant Parnell d'Elsie Schauffler (avec Margaret Rawlings et John Emery), où il tient le rôle-titre. La dernière en 1956 est The Little Glass Clock de Hugh Mills (avec Eva Gabor et Reginald Gardiner) ; il y interprète le roi Louis XV, rôle qu'il venait de créer en 1954 (à Londres, aux côtés de Basil Sydney et Kay Hammond).
Au cinéma, il contribue à trente-quatre films britanniques, depuis Escape (en) de Basil Dean (1930, avec Gerald du Maurier et Edna Best) jusqu'à La Femme de paille de Basil Dearden (1964, avec Sean Connery et Gina Lollobrigida). Dans l'intervalle, il collabore entre autres à trois réalisations d'Alfred Hitchcock des années 1930, dont Jeune et Innocent (1937, avec Nova Pilbeam et Derrick De Marney), où il est un musicien meurtrier confondu par son tic du visage. Mentionnons aussi Les Maudits du château-fort du même Basil Dean (1934, avec John Loder et Margaret Lockwood) où il est le roi Jacques II, Le Destin de Léopold Ier d'Alberto Cavalcanti (1948, avec Jean-Pierre Aumont dans le rôle-titre et Cecil Parker) dans lequel il joue le duc d'York, ainsi que La Mer cruelle de Charles Frend (1953, avec Jack Hawkins et Donald Sinden), son antépénultième film où il tient le petit rôle d'un amiral de la Royal Navy.
Signalons encore sa participation au film américain The White Angel de William Dieterle (1936, avec Kay Francis et Ian Hunter).
À la télévision britannique enfin, il se produit dans quatre téléfilms (1949-1961) et quinze séries (1952-1966), le tout souvent d'origine théâtrale.
George Curzon meurt en 1976, à 77 ans.

## Théâtre

### Londres (sélection)
- 1926 : Is Zat So? de James Gleason et Richard Taber
- 1931 : Peter Pan de J. M. Barrie : Capitaine Crochet / M. Darling
- 1934 : The Moon Is Red de Denison Clift et Frank Gregory
- 1945 : Henri IV, 1re partie (Henry IV, Part I) de William Shakespeare : Sir Walter Blunt
- 1945 : The Critic de Richard Brinsley Sheridan : M. Sneer
- 1945 : Œdipe roi (Oedipus Rex) de Sophocle, adaptation de W. B. Yeats : Créon
- 1948 : Peter Pan de J. M. Barrie (reprise) : Capitaine Crochet / M. Darling
- 1949 : The Chiltern Hundreds de William Douglas-Home : Beecham
- 1951 : Peter Pan de J. M. Barrie (reprise) : Capitaine Crochet / M. Darling
- 1952 : Uncle Marston, adaptation par John Briard Harding de la pièce Uncle Silas de Sheridan Le Fanu : Morgan Sherrard
- 1953 : The Man with Expensive Tastes d'Edward Percy Smith : Sylvester Ord
- 1954 : The Little Glass Clock de Hugh Mills : le roi Louis XV

### Broadway (intégrale)
- 1935-1936 : Parnell d'Elsie Schauffler : rôle-titre
- 1936-1937 : Black Limelight de Gordon Sherry, mise en scène de Robert Milton : Lawrence Manfred
- 1937 : Hitch Your Wagon de Bernard C. Schoenfeld, mise en scène de Garson Kanin : Rex Duncan
- 1949 : Yes, M' Lord de William Douglas-Home : Beecham
- 1956 : The Little Glass Clock de Hugh Mills, décors et costumes de Cecil Beaton, mise en scène d'Alan Schneider : le roi Louis XV

## Filmographie partielle

### Cinéma
- 1930 : Escape (en) de Basil Dean : un policier
- 1932 : Le Mystère de Covent Garden (en) (Murder at Covent Garden) de Leslie S. Hiscott : Belmont
- 1934 : Java Head de J. Walter Ruben
- 1934 : L'Homme qui en savait trop (The Man Who Knew Too Much) d'Alfred Hitchcock : Gibson
- 1934 : Les Maudits du château-fort (Lorna Doone) de Basil Dean : le roi Jacques II
- 1936 : Aimé des dieux (Whom the Gods Love) de Basil Dean : Lorenzo da Ponte
- 1936 : L'Ange blanc (The White Angel) de William Dieterle : Sidney Herbert
- 1937 : Jeune et Innocent (Young and Innocent) d'Alfred Hitchcock : Guy
- 1938 : A Royal Divorce de Jack Raymond : Paul Barras
- 1939 : Armes secrètes (Q Planes) de Tim Whelan : Jenkins
- 1939 : La Taverne de la Jamaïque (Jamaica Inn) d'Alfred Hitchcock : Capitaine Murray (un ami de Sir Humphrey)
- 1948 : Le Destin de Léopold Ier (The First Gentleman) d'Alberto Cavalcanti : le duc d'York
- 1949 : Cet âge dangereux (That Dangerous Age) de Gregory Ratoff : Selby
- 1949 : À tout péché miséricorde (en) (Them That Trespass) d'Alberto Cavalcanti : Clark Hall
- 1953 : La Mer cruelle (The Cruel Sea) de Charles Frend : un amiral de la Royal Navy invité
- 1958 : Harry Black et le Tigre (en) (Harry Black) de Hugo Fregonese : Philip Tanner
- 1964 : La Femme de paille (Woman of Straw) de Basil Dearden : un deuxième cadre

### Télévision
- 1960 : Persuasion (en), 4 épisodes (mini-série) : Sir Walter Elliot
- 1961 : She Died Young de Campbell Scott (téléfilm) : John Montagu, 4e comte de Sandwich
- 1962 : Oliver Twist, 8 épisodes (mini-série) : M. Brownlow

## Note et référence
1. ↑  Ce rôle est repris par Clark Gable dans l'adaptation au cinéma de 1937, sous le même titre original (titre français : La Vie privée du tribun).